# امام زادة غنجو (مقاطعة فيروزآباد)
امام‌زادة غنجو (بالفارسية: امام‌زاده گنجو) هي قرية تقع في قسم أحمد آباد الريفي في إيران. يقدر عدد سكانها بـ 41 نسمة .